# Tidens tyska klassiker
Tidens tyska klassiker var en bokserie utgiven av Tidens förlag redigerad av Johannes Edfelt. Böckerna är inbundna med skyddsomslag. På skyddsomslaget står: "Med sina tyska klassiker önskar Tidens förlag presentera tyskspråkiga författare som med sina verk gjort en bestående insats i litteraturen och företräder en levande tradition. Varje volym är försedd med en utförlig presentation av författaren och hans verk."
| Nr | Författare                 | Titel | Originaltitel                                                                                                  | Översättare                         | Utgivningsår |
| -- | -------------------------- | --- | --- | ----------------------------------- | ------------ |
| 1  | Johann Wolfgang von Goethe | Den unge Werthers lidanden                                                                                         | Die Leiden des jungen Werthers                                                                                 | Ralf Parland                        | 1949         |
| 2  | Arthur Schnitzler          | Spel i gryningen                                                                                                   | Spiel im Morgengrauen                                                                                          | Per Erik Wahlund                    | 1949         |
| 3  | Adalbert Stifter           | Brokiga stenar: ett urval                                                                                          | Bunte Steine                                                                                                   | Jane Lundblad                       | 1949         |
| 4  | E.T.A. Hoffmann            | Signor Formica; Min kusins hörnfönster                                                                             | Signor Formica; Des Vetters Eckfenster                                                                         |                                     | 1950         |
| 5  | Heinrich Heine             | Harz-resan; Baden i Lucca                                                                                          | Die Harzreise; Die Bäder von Lucca                                                                             |                                     | 1950         |
| 6  | Heinrich von Kleist        | Michael Kohlhaas                                                                                                   | Michael Kohlhaas                                                                                               | Alf Ahlberg                         | 1950         |
| 7  | Hermann Hesse              | Klingsors sista sommar; Österlandsfärden                                                                           | Klingsors letzter sommer; Die Morgelandfahrt                                                                   | Arvid Brenner                       | 1950         |
| 8  | Franz Grillparzer          | Den fattige spelmannen; Klostret i Sendomir                                                                        | Der arme Spielmann; Das Kloster bei Sendomir                                                                   |                                     | 1950         |
| 9  | Bert Brecht                | Tolvskillingsoperan                                                                                                | Die Dreigroschen-Oper                                                                                          | Ebbe Linde                          | 1950         |
| 10 | Eduard von Keyserling      | Beate och Mareile                                                                                                  | Beate und Mareile                                                                                              | Brita Edfelt                        | 1951         |
| 11 | Friedrich Hebbel           | Barberar Zitterlein                                                                                                | |                                     | 1951         |
| 12 | Joseph von Eichendorff     | Ur en dagdrivares levnad; Slottet Durande                                                                          | Aus dem Leben eines Taugenichts; Das Schloss Dürande                                                           | Caleb J. Anderson                   | 1951         |
| 13 | Theodor Storm              | Pole Dockspelare; Aquis submersus                                                                                  | Pole Poppenspäler; Aquis submersus                                                                             | Erwin Gripenberg                    | 1951         |
| 14 | Clemens Brentano           | Den tredubblade målaren och de ungerska nationalansiktena; Historien om den hederlige Kasper och den vackra Annerl | Die mehreren Wehmüller und ungarischen Nationalgesichter; Geschichte vom braven Kasperl und dem schönen Annerl | Margaretha och Bengt Holmqvist      | 1955         |
| 15 | Gottfried Keller           | De tre rättfärdiga kammakarna; De sju ståndaktiga                                                                  | Die drei gerechten Kammacher; Das Fähnlein der sieben Aufrechten                                               | Irma Nordvang                       | 1954         |
| 16 | Franz Werfel               | Småborgarens död; En dåres hädelse                                                                                 | Der Tod des Kleinbürgers; Blasphemie eines Irren                                                               | Brita Edfelt                        | 1954         |
| 17 | Eduard Mörike              | Mozart på resa till Prag och andra berättelser                                                                     | Mozart auf der Reise nach Prag; Die Hand der Jezerte; Lucie Gelmeroth                                          | Karl-Gunnar Wall                    | 1955         |
| 18 | Achim von Arnim            | Den galne invaliden och andra berättelser                                                                          | | Marianne och Hans Levander          | 1957         |
| 19 | Ricarda Huch               | Vita nätter | Weisse Nächte                                                                                                  | Asta Wickman                        | 1957         |
| 20 | Robert Musil               | Tre kvinnor | Drei Frauen | Ralf Parland                        | 1957         |
| 21 | Joseph Roth                | Nikolaus Tarabas, en gäst på denna jord                                                                            | Nikolaus Tarabas, ein Gast auf dieser Erde                                                                     | Irma Nordvang                       | 1958         |
| 22 | Hugo von Hofmannsthal      | Kvinnan utan skugga                                                                                                | Die Frau ohne Schatten                                                                                         | Bertil Malmberg och Johannes Edfelt | 1959         |
| 23 | Wilhelm Raabe              | Sao Thomé; Gässen i Bützow                                                                                         | Sankt Thomas; Die Gänse von Bützow                                                                             |                                     | 1960         |
| 24 | Hans Carossa               | Rumänsk dagbok | Rumänisches Tagebuch                                                                                           | Brita Edfelt och Karin Hybinette    | 1961         |
| 25 | Thomas Mann                | Sjöresa med Don Quijote och andra essayer                                                                          | | Margaretha Holmqvist                | 1964         |
| 26 | Gerhart Hauptmann          | Mignon: "Stresa-novell"                                                                                            | | Brita Edfelt                        | 1965         |
| 27 | Robert Walser              | Damen vid fönstret och andra berättelser                                                                           | |                                     | 1966         |
| 28 | Siegfried Lenz             | Fyrskeppet och andra berättelser                                                                                   | Das Feuerschiff                                                                                                |                                     | 1967         |
| 29 | Hans Henny Jahnn           | Blynatten | Die Nacht aus Blei                                                                                             | Brita Edfelt                        | 1968         |